# Europsko prvenstvo u košarci za žene – Grčka 2003.
Europsko prvenstvo u košarci za žene 2003. godine održalo se u Grčkoj 2003. godine.